# Lauren Reynolds
Lauren Reynolds (* 25. Juni 1991 in Bunbury) ist eine australische Radrennfahrerin, die im BMX-Rennsport aktiv ist.

## Sportlicher Werdegang
Reynolds fing im Alter von neun Jahren mit BMX-Rennen an und spielte auch Basketball. Als die Aufnahme von BMX ins Programm der Olympischen Spiele 2008 bekannt wurde, konzentrierte sie sich auf BMX, um eines Tages selbst an den Olympischen Spielen teilzunehmen. Als Juniorin gewann sie 2008 bei den BMX-Rennsport-Weltmeisterschaften die Silbermedaille.
Im BMX-Weltcup stand Reynolds erstmals 2010 in Fréjus mit einem zweiten Platz auf dem Podest. Sie gehörte in der Folge zur Weltspitze im BMX-Rennen und war regelmäßig in Weltcup-Finals vertreten. Nachdem sie im Test-Event für die Olympischen Spiele 2012 den dritten Platz erreicht hatte, wurde sie auch für das olympische BMX-Rennen 2012 nominiert, wo sie nach einem Sturz im letzten Halbfinallauf ausschied.
Bei den BMX-Weltmeisterschaften 2013 gewann sie die Silbermedaille; von 2013 bis 2016 war sie jedes Jahr auf dem Podium der Ozeanien-Meisterschaften im BMX-Rennsport, bei denen sie 2015 siegreich war. 2016 war sie zum zweiten Mal im olympischen BMX-Rennen vertreten, wo sie wiederum im Halbfinale ausschied und im Gesamtklassement den 11. Platz holte.
2017 wurde sie trotz einer Finalteilnahme an den BMX-Weltmeisterschaften aus dem Förderprogramm des australischen Verbands gestrichen. Zusammen mit ihrem Coach Sam Willoughby, der kurz zuvor selbst einen schweren Rennunfall erlitten hatte, beschloss sie weiterzumachen und zog dafür in die Vereinigten Staaten. In der verkürzten Weltcup-Saison 2020 erzielte sie mit Rang 5 das beste Ergebnis ihrer Karriere in der Gesamtwertung, so dass sie wiederum für die Olympischen Spiele ausgewählt wurde. Im olympischen BMX-Rennen 2020 kam sie bis ins Finale und wurde dort Fünfte. Im olympischen BMX-Rennen 2024, ihrer vierten Teilnahme, geriet sie im Halbfinale in eine Kollision mit Mariana Pajón und schied dadurch aus.
Im Laufe ihrer Karriere erzielte Reynolds von 2010 bis 2023 sechs Podiums-Platzierungen im Weltcup, konnte aber noch kein Rennen gewinnen. Außer 2013 stand sie auch 2017, 2021 und 2023 im WM-Finale. Ihr bestes Resultat bei nationalen Meisterschaften war der zweite Platz, den sie 2017 erzielte.

## Erfolge
2008
 Weltmeisterschaften (Junioren)
2011
 Ozeanien-Meisterschaften
2012
 Ozeanien-Meisterschaften
2013
 Weltmeisterschaften
 Ozeanien-Meisterschaften
2014
 Ozeanien-Meisterschaften
2015
 Ozeanien-Meisterin
2016
 Ozeanien-Meisterschaften